# Rhinolophus yonghoiseni
Rhinolophus yonghoiseni (Volleth & Heller, 2021) è un Pipistrello della famiglia dei Rinolofidi endemico della Penisola malese e del Borneo.

## Descrizione

### Dimensioni
Pipistrello di piccole dimensioni, con la lunghezza dell'avambraccio tra 39,5 e 42,4 mm e un peso fino a 7,1 g.

### Aspetto
L'aspetto esterno è molto simile a R.sedulus. Il cariotipo è 2n=28.

### Ecolocazione
Emette ultrasuoni ad alto ciclo di lavoro con impulsi a frequenza costante di 67 kHz nella Penisola malese, 60,5 kHz e 64 kHz nel Borneo.

## Biologia

### Comportamento
È stato osservato in canali sotterranei.

## Distribuzione e habitat
Questa specie è diffusa nella Penisola malese e nel Borneo.
Vive nelle foreste primarie di Dipterocarpi.

## Conservazione
Questa specie, essendo stata scoperta solo recentemente, non è stata sottoposta ancora a nessun criterio di conservazione.